# ジョアン・ネト
ジョアン・ネト（João André Pinto Neto 1981年12月28日 - ）は、ポルトガルのコインブラ出身の柔道選手。階級は73kg級。身長175cm。

## 人物
柔道は8歳の時に始めた。2001年のポルトガル選手権で優勝した際のドーピング検査で禁止薬物のナンドロロンが検出されたことで、3ヶ月の出場停止処分を受けた。
2003年の世界選手権73kg級では銅メダルを獲得した。しかし、2004年のアテネオリンピックでは7位に終わりメダルを獲得できなかった。その後階級を81kg級に上げた。2008年のヨーロッパ選手権では優勝を果たすが、北京オリンピックでは9位だった。

## 主な戦績
73kg級での戦績
- 2002年 - ドイツ国際　3位
- 2003年 - ドイツ国際　3位
- 2003年 - 世界選手権　3位
- 2004年 - アテネオリンピック　7位

81kg級での戦績
- 2006年 - ポルトガル国際　優勝
- 2008年 - ドイツ国際　3位
- 2008年 - ヨーロッパ選手権　優勝
- 2008年 - 北京オリンピック　9位